# Vallée de l'Ubaye
Pour les articles homonymes, voir Ubaye.
La vallée de l'Ubaye ([ybaj], en valéian Valéia, autrefois vallée de Barcelonnette) est située dans le département des Alpes-de-Haute-Provence et compte environ 7 700 habitants, appelés Ubayens ou Valéians. La ville principale de la vallée est la sous-préfecture de Barcelonnette.

## Toponymie

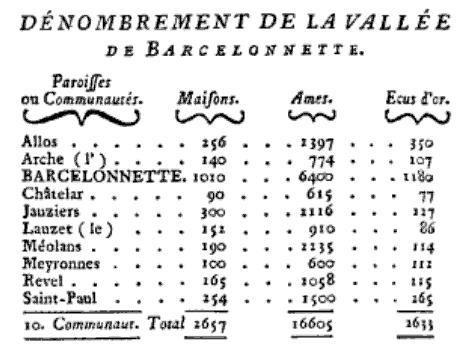
Dénombrement de la vallée de Barcelonnette en 1763 (paroisses ou communauté, maisons, âmes, écus d'or).

La vallée de l'Ubaye est nommée « vallée de Barcelonnette » au XVIIIe siècle selon, entre autres, Le grand dictionnaire géographique et critique (1730) d'Antoine-Augustin Bruzen de La Martinière et le Dictionnaire géographique, historique et politique des Gaules et de la France (1763) de Jean-Joseph Expilly. « Villa Barcilone » est une appellation plus ancienne recensée par Louis Moréri dans Le grand dictionaire historique, ou Le mélange curieux de l'histoire sacrée et profane (1711).

## Géographie
La vallée de l'Ubaye est une vallée d'origine glaciaire; la rive droite de l'Ubaye est ensoleillée et cultivée (adret), la rive gauche quant à elle est ombrée et forestière (ubac). Son altitude va de 771 mètres au point le plus bas : le lac artificiel de Serre-Ponçon, jusqu'à 2 655 mètres à la source de l'Ubaye (lac de Longet). Son sommet culminant est l'aiguille de Chambeyron avec 3 412 mètres d'altitude. La vallée de l'Ubaye ainsi que ses dépendances ont une superficie totale de 93 962 hectares.

### Situation
La vallée (appelée familièrement la Valéia par ses habitants) se situe à l'extrémité orientale des Alpes-de-Haute-Provence. Elle se situe entre les Hautes-Alpes au nord et à l'ouest, les Alpes-Maritimes au sud et l'Italie à l'est.
Historiquement, elle marque aussi la limite entre le Dauphiné et la Provence, en faisant partie de cette dernière.

### Topographie

#### Géomorphologie
La vallée de l'Ubaye est relativement peu linéaire ; elle compte beaucoup d'embranchements :
- la première moitié de son « tronc » va globalement d'ouest en est du Lauzet-Ubaye jusqu'à Jausiers sur environ 27 km (légèrement courbé vers le sud), puis la seconde partie remonte entre Jausiers et la source vers le nord-est, sur environ 35 km ;
- entre le Lauzet et Méolans-Revel, une « branche » part vers le sud : le vallon du Laverq ;
- au niveau de Barcelonnette, une seconde, toujours vers le sud : la vallée du Bachelard, avec la commune d'Uvernet-Fours. Cette branche se divise encore en deux : vers le sud et le col d'Allos, et vers l'est dans les Gorges du Bachelard proprement dites, qui fait ensuite un coude vers le sud vers le col de la Cayolle ;
- au niveau de Jausiers, elle se divise en deux branches vers le sud, col de la Bonette et l'autre vers le sud-est, le vallon des Sagnes ;
- à La Condamine-Châtelard, deux nouveaux embranchements, l'un vers le nord, la vallée de Parpaillon (accès à Crévoux/Embrun) et l'autre vers l'est : le vallon de l'Ubayette, vers Larche et l'Italie, le Piémont par la vallée de la Stura ;
- à Saint-Paul-sur-Ubaye deux embranchements : au nord, le Riou-Mounal (vers le col de Vars) et au sud-est, La Baragne Vers Fouillouse (vallon du Vallonnet).

Traditionnellement, on divise aussi la vallée en trois parties (les altitudes mentionnées sont celles de la rivière Ubaye) :
- la Basse-Vallée : du Lauzet à Barcelonnette (771 à 1 150 mètres) ;
- la Moyenne-Vallée : de Barcelonnette à Jausiers comprenant aussi les parties sud (Allos, Cayolle) (aux alentours de 1 200-1 300 mètres) ;
- les Hautes-Vallées : (Ubaye/Ubayette) avec le village de la Condamine compris (comme aussi sa branche nord, le vallon de Parpaillon (de 1 200 à Jausiers jusqu'à 2 650 mètres à la source de l'Ubaye).

#### Sommets

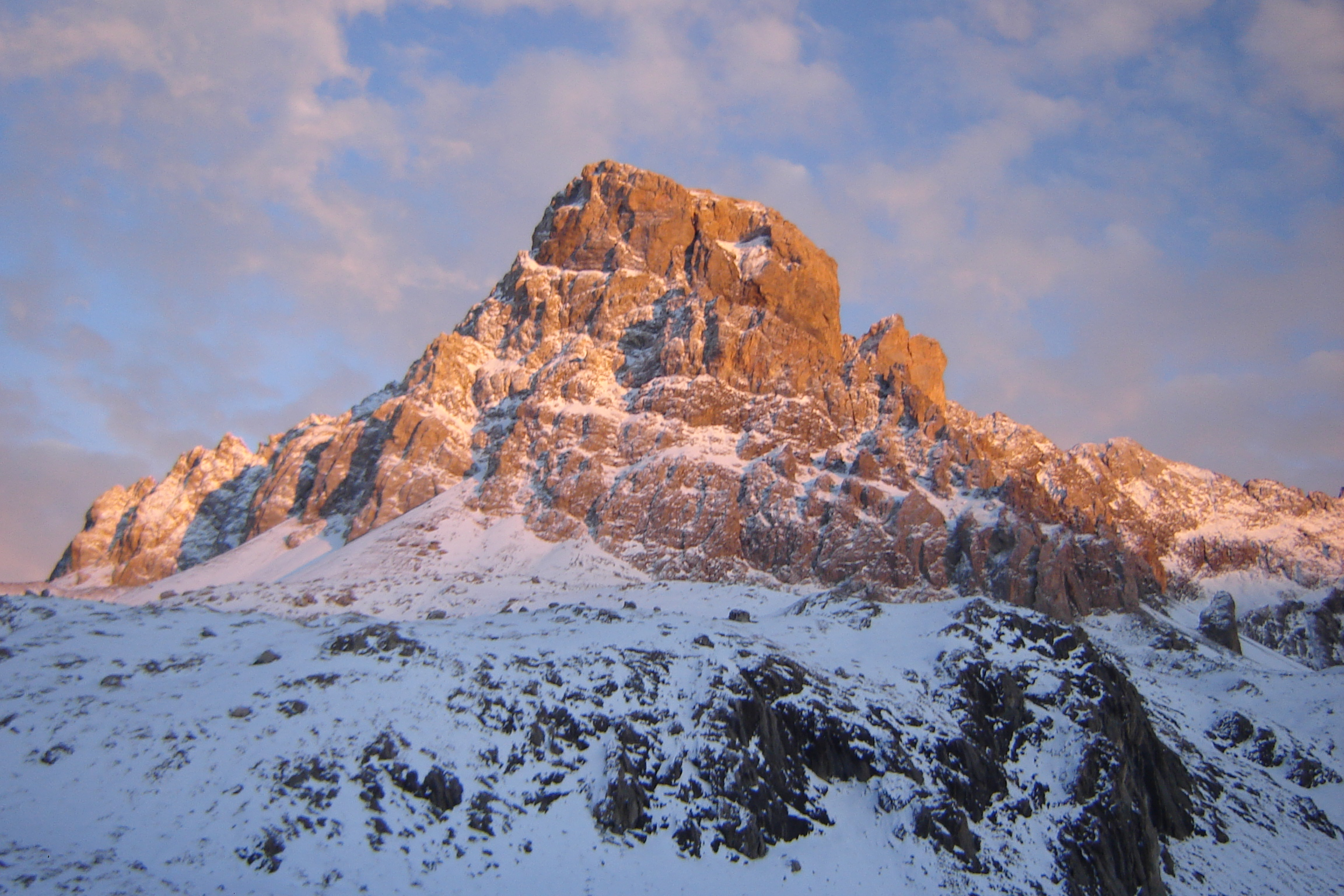
Le Brec de Chambeyron.

La vallée de l'Ubaye est cernée par de hauts sommets qui dépassent souvent les 3 000 mètres, le point culminant de la vallée est l'aiguille de Chambeyron à 3 412 mètres d'altitude, sur la commune de Saint-Paul-sur-Ubaye, au Nord-Est de la vallée.
Par ailleurs, d'autres hauts sommets dépassant les 3 000 mètres sont le Brec de Chambeyron (3 389 m), les pics de la Font Sancte (3 385 m), le Grand Bérard (3 046 m), la tête de Siguret (3 032 m). Le Chapeau de Gendarme, la Grande Séolane et le Pain de Sucre, au sud de Barcelonnette, sont un peu moins élevés mais restent cependant des figures emblématiques de la vallée.
Les deux plus importants massifs de l'Ubaye sont le massif de Chambeyron et celui du Parpaillon.

### Hydrographie

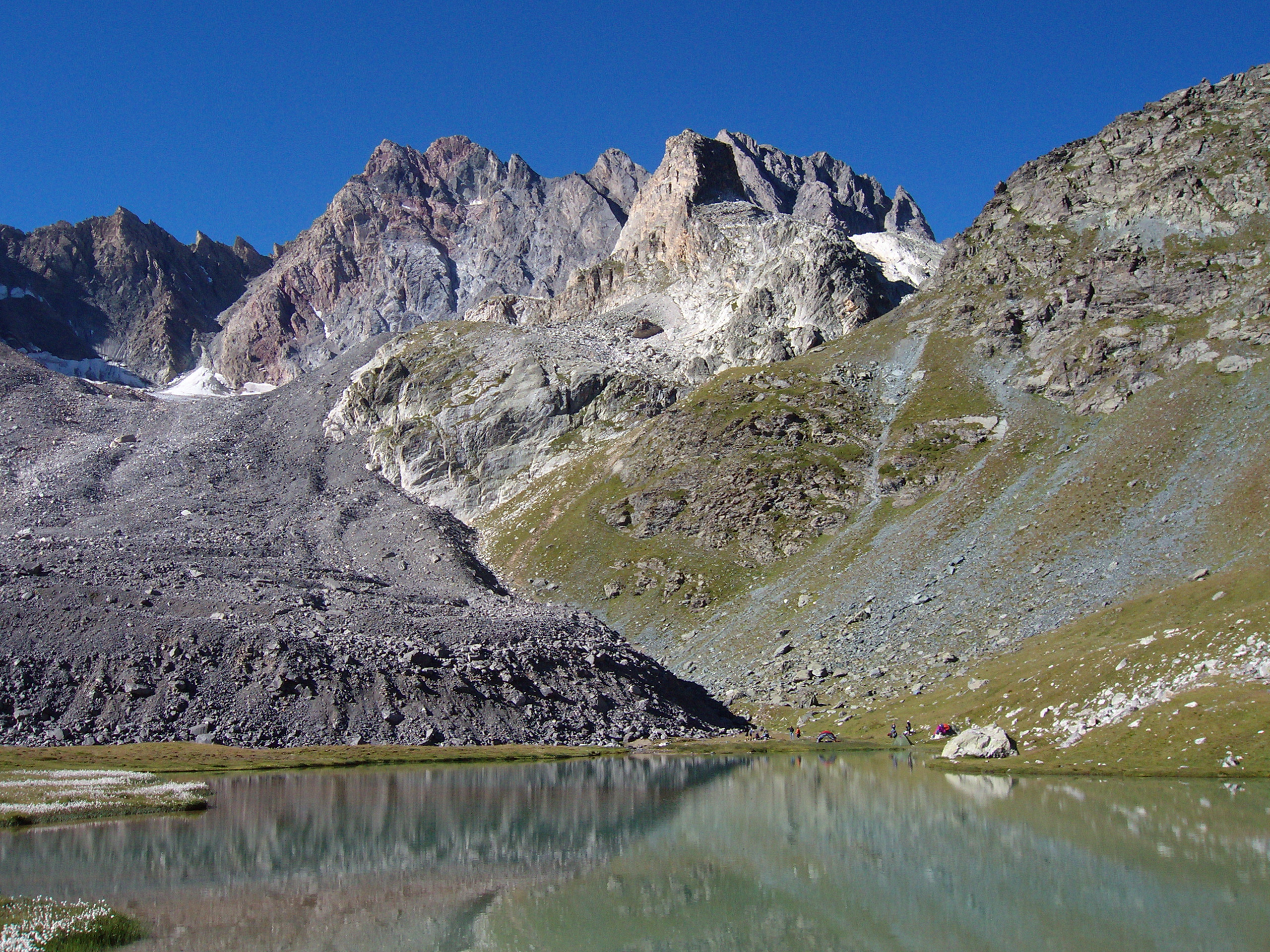
Lac de Marinet, au pied de l'Aiguille de Chambeyron.

La vallée de l'Ubaye tire son nom de la rivière éponyme qui la traverse. L'Ubaye naît à la frontière franco-italienne, au col de Longet, dans le massif du Mont Viso, et mesure environ 80 kilomètres. Elle coule ensuite du nord-est au sud-ouest jusqu'à la commune de Jausiers, où elle bifurque ensuite vers l'ouest jusqu'au confluant avec la Durance, au niveau du lac de Serre-Ponçon. Son principal affluent est l'Ubayette qui prend sa source dans le lac du Lauzanier. Son régime est nivo-pluvial avec de hautes eaux à la fin du printemps et une recrudescence en automne et de basses eaux en été et surtout en hiver.
Du fait de la prédominance de roches meubles (flyschs et marnes noires) et des fortes pentes, la vallée compte de nombreux torrents permanents ou occasionnels. Les torrents permanents principaux sont le torrent des Sagnes (appelé aussi torrent d'Abriès), le torrent de Terre Plaine, le Riou Bourdoux et le torrent de l'Abéous. À la fonte des neiges ou lors des orages estivaux, les torrents comme celui de Faucon ou des Sanières prennent vie, occasionnant parfois d'importants dégâts : la chaussée de la D900 a été fortement endommagée il y a quelques années durant un orage par le torrent de Faucon. Avant le XIXe siècle, on comptait plusieurs dizaines de torrents de ce genre, lorsque la vallée était déboisée, ce qui occasionnait chaque été des inondations ou des glissements de terrain. Ainsi, au XVIIIe siècle, un de ces cours d'eau occasionnels a provoqué un important glissement de terrain en Haute-Vallée, au point que l'Ubaye a été bloquée par un barrage naturel, menaçant Jausiers d'un mini-tsunami qui heureusement n'a pas eu lieu. Depuis la vallée a été reboisée, et le risque est devenu minime même s'il existe encore.

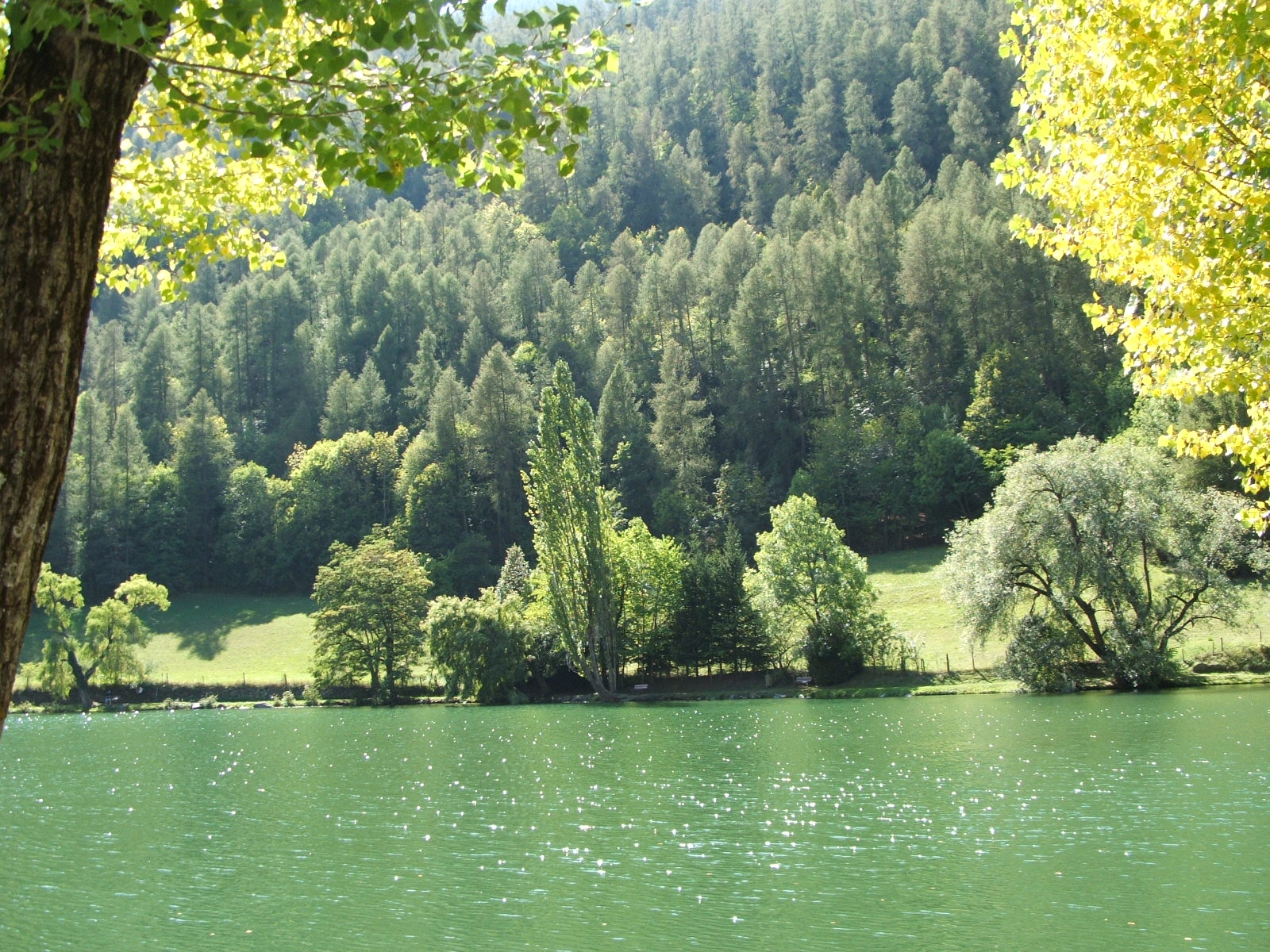
Le lac du Lauzet-Ubaye.

La vallée compte un certain nombre de lacs, certains artificiels (plan d'eau de Jausiers ou retenue de Pra Loup), d'autres naturels parmi lesquels :
- lac de Terre Plaine (à l'ouest de la route Jausiers-Restefond, de l'autre côté de la ligne de crête, au niveau du vallon du Pis)
- lac des Neuf Couleurs (massif de Chambeyron)
- lac des Sagnes (au pied de la Tour des Sagnes)
- lac du Lauzanier (source de l'Ubayette)
- lac de la Petite Cayolle
- lac des Hommes, près du Lauzanier
- lac de Longet, source de l'Ubaye, près de la frontière italienne, au col de Longet
- lac de l'Oronaye
- lac du Lauzet-Ubaye, entrée de la vallée
- lacs de Marinet (au pied de l'aiguille de Chambeyron)

### Communes

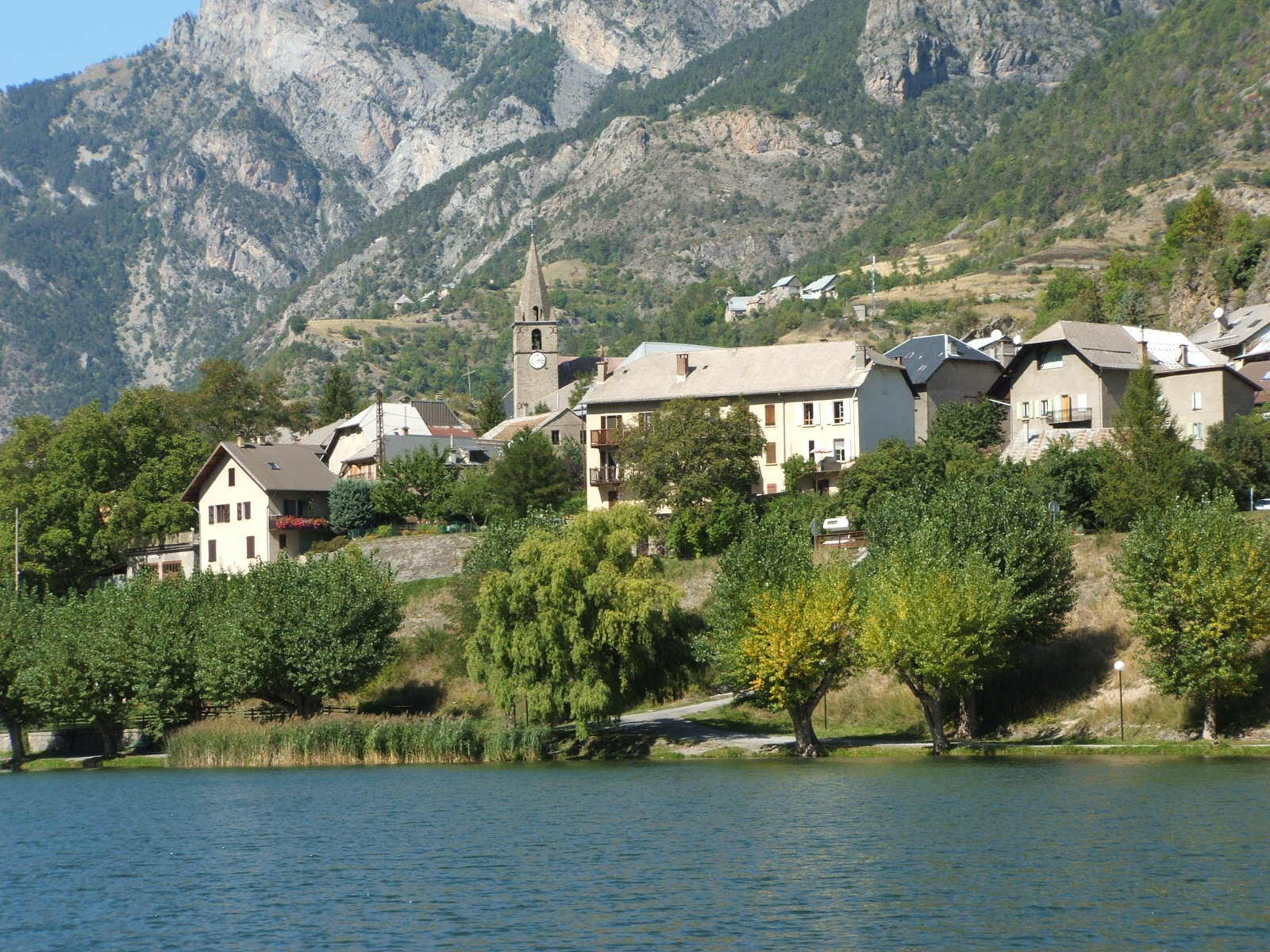
Le Lauzet-Ubaye.

Les deux plus grands bourgs sont Barcelonnette et Jausiers. De la Basse-Vallée à la Haute-Vallée, sur l'Ubaye, les communes sont :
- Le Lauzet-Ubaye ;
- Méolans-Revel ;
- Les Thuiles ;
- Barcelonnette ;
- Jausiers ;
- La Condamine-Châtelard ;
- Saint-Paul-sur-Ubaye.

Dont les plus anciens sont : Faucon-de-Barcelonnette et Saint-Pons.
Plus éloignés de l'Ubaye, on trouve :
- Uvernet-Fours, au sud de Barcelonnette ;
- Enchastrayes, au sud de Faucon.

En Haute-Ubaye, dans le vallon de l'Ubayette :
- Meyronnes ;
- Larche.

De plus, la vallée compte 4 stations de ski :
- Pra-Loup, sur la commune d'Uvernet-Fours ;
- Le Sauze, sur la commune d'Enchastrayes ;
- Sainte-Anne-la-Condamine, sur la commune de La Condamine-Châtelard ;
- Larche.

### Accès

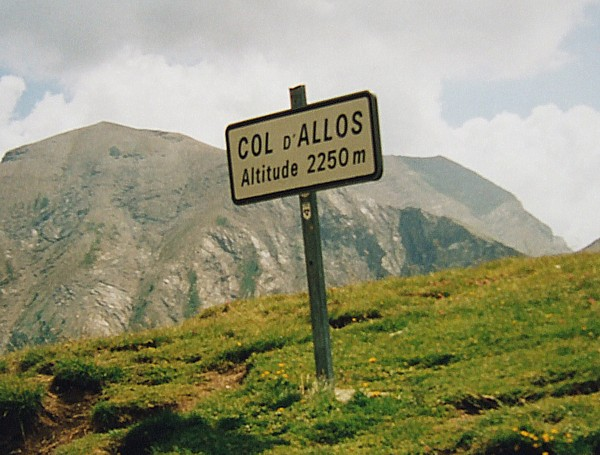
Le col d'Allos.

La vallée ne compte que six accès carrossables :
- par la Haute-Provence (ouest) : le Pas-la-Tour au Lauzet, ouvert toute l'année ;
- par le Verdon (sud) : col d'Allos, fermé l'hiver ;
- par la haute vallée du Var (sud) : col de la Cayolle, fermé l'hiver ;
- par la Tinée (sud) : via la route de la Bonette (col de la Bonette) fermée l'hiver ;
- par la vallée de la Stura (Italie (est) : col de Larche (ouvert toute l'année), col de Longet (non carrossable) ;
- par le Queyras (nord) : le col de Vars, ouvert toute l'année.

On peut par ailleurs rejoindre Embrun par le col du Parpaillon sur un chemin non goudronné.
De plus, la vallée dispose d'un petit aérodrome ouvert aux vols privés : l'Aéroport de Barcelonnette - Saint-Pons.

### Climat
Climat de montagne mais à influences méditerranéennes, avec environ 300 jours de soleil par an. L'hiver est froid en fond de vallée (moyenne de 0 °C à Barcelonnette en janvier), plus agréable sur les villages et stations des versants, tandis que l'été est chaud et orageux.

### Faune

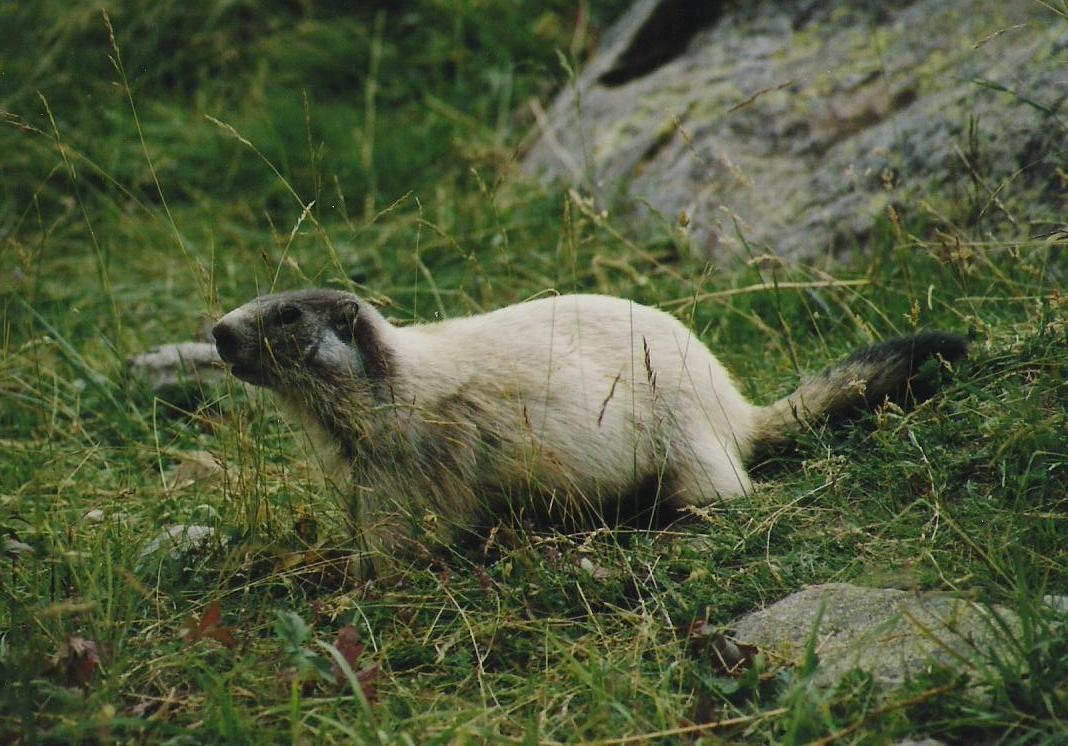
Une marmotte de l'Ubaye.

La vallée de l'Ubaye est peuplée d'une faune alpine classique : marmottes, chamois, renards, oiseaux divers (lagopèdes, chocard, corneilles, grands corbeaux), rapaces divers (dont quelques couples d'aigles royaux, et de très rares gypaètes barbus).
Les chamois sont nombreux et présents sur toutes les hautes crêtes de la vallée. Ils sont cependant très difficiles à observer. Un endroit accessible à tous où on peut les voir plus facilement se trouve dans le Bachelard, au sud de la vallée. C'est un vallon au pied nord du Mont Pelat, sur la route du col de la Cayolle.
Les marmottes sont elles aussi présentes, mais dans les hauts alpages. L'endroit le plus propice pour les observer est le vallon du Lauzanier, près de la source de l'Ubayette, le long de la frontière italienne. L'accès est facile et les marmottes nombreuses et peu farouches.
Des bouquetins et des mouflons vivent dans la Haute-Vallée, ainsi que dans le massif des Séolanes et du Pain de Sucre.
De plus, des traces de passages du loup ont été retrouvées, et certains guides de haute-montagne en ont aperçu. Le 30 décembre 2005, un jeune loup fut retrouvé mort sur la route près de Meyronnes, renversé par une voiture. On sait que deux meutes sont installées près de la vallée de l'Ubaye, celle du Bachelard et celle de la Haute-Tinée. Cependant, il semble qu'une nouvelle meute soit établie dans la Haute Vallée, dans le massif du Parpaillon, près de Saint-Paul-sur-Ubaye.
Au niveau domestique, nombreux sont les moutons dans les alpages, et les vaches dans les prés bas.

### Flore
Végétation alpine typique. Il y a de grandes forêts de sapins, mélèzes, épicéas ; notamment le Grand Bois, grande forêt de résineux dans le vallon des Sagnes. Au niveau floral, on trouve des rhododendrons, des saxifrages, des aulnes, la renoncule des glaciers et diverses espèces de joubarbes dont la joubarde d'Allioni.

## Histoire

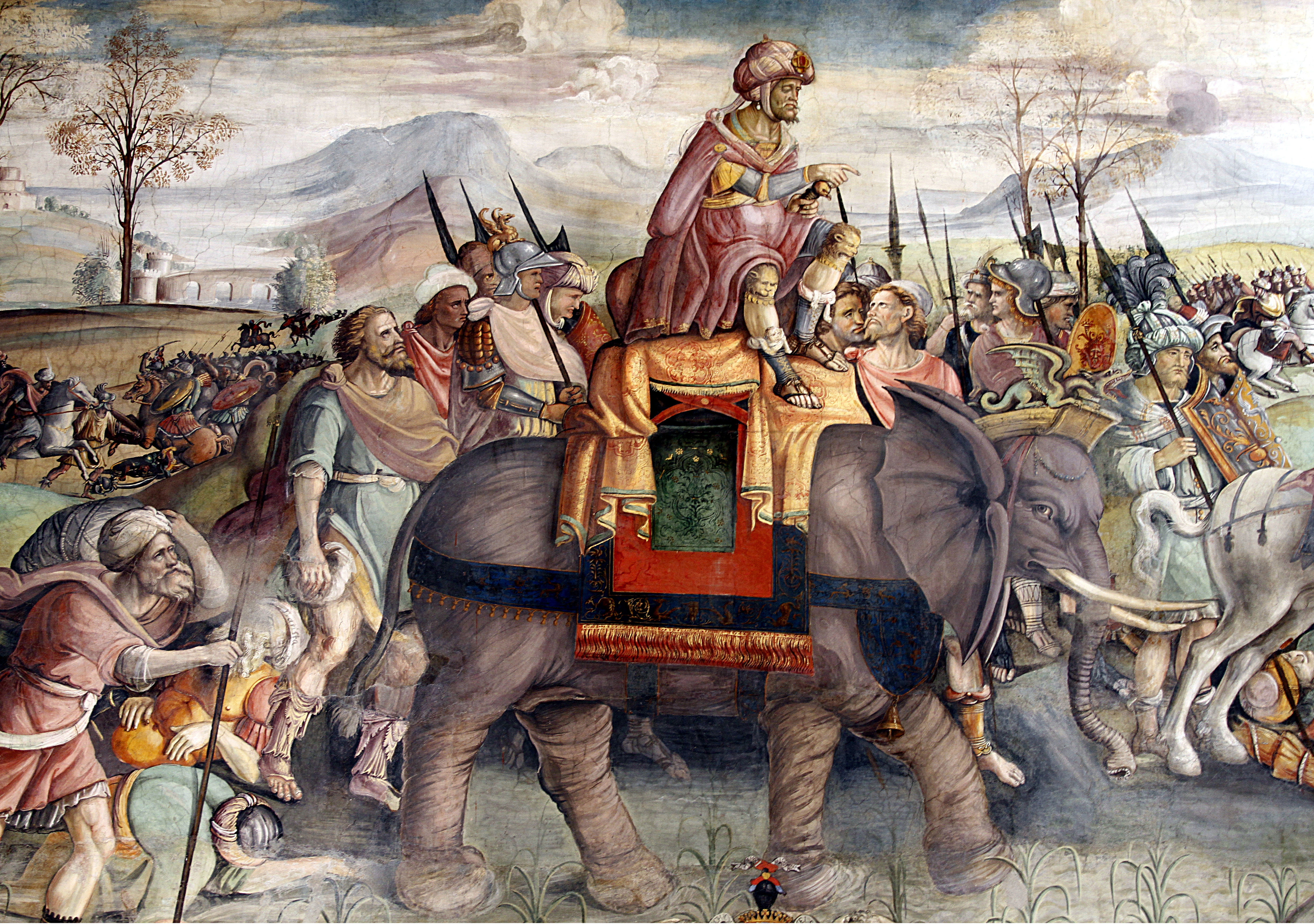
D'après le marquis de Saint-Simon, Hannibal aurait traversé les Alpes en passant par la vallée de l'Ubaye, mais cette hypothèse est aujourd'hui rejetée par la majeure partie des historiens.

La vallée fut habitée dès la fin de la Préhistoire comme en témoignent les très nombreux vestiges découverts un peu partout. Durant l'Antiquité, la tribu celto-ligure des Esubiens peupla la vallée,.
Guy Barruol suggérait que la vallée ait été peuplée par les Savincates avant la conquête romaine.

### Antiquité
La vallée est rattachée à l'Empire romain par Auguste et fait partie de la petite province des Alpes Cottiennes. Une voie romaine traversait la vallée, nommée alors Vallis nigra. Les Romains ont occupé le site de Faucon, et aussi probablement la position fortifiée de Tournoux, laquelle est utilisée depuis la préhistoire jusqu'à Maginot. D'ailleurs, le site tirerait son nom d'un certain Turnus, officier romain. Mais rien n'est moins sur car au Moyen Âge, le nom est Tourneis, « soleil tournant », rappelant le micro-climat de son exposition, et la présence de nombreux cadrans solaires. Les Esubiens furent romanisés et leur civilisation disparut. Peu à peu, la vallée de l'Ubaye perdit une partie de sa population et retourna partiellement à l'état sauvage.
Christianisée à la fin de l'époque romaine, la vallée dépendait de l'évêché d'Embrun.
On sait depuis 1945 que la vallée est la civitas Rigomagensium au Bas-Empire. Elle garde ce nom jusqu’à la fin du Ier millénaire.

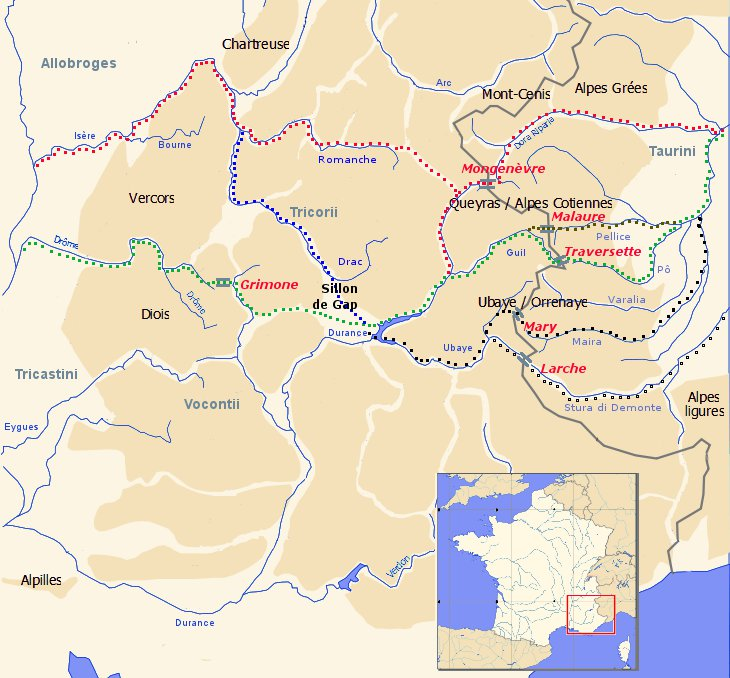
Les différentes hypothèses du cheminement d'Hannibal.

### Moyen Âge
Au Haut Moyen Âge, le nom de la vallée évolue en vallis Rigomagensis (VIIIe siècle) lorsqu’elle est léguée par le patrice Abbon à l’abbaye de Novalaise, puis devient vallis Reumagensis au IXe siècle. La vallée de l’Ubayette et la haute vallée de l’Ubaye, pendant la même période, sont réunies sous le terme vallis Moccensis, d’après le nom de la famille romaine des Moccii : si les biens du patrice Abbon y suivent le même sort que ceux de la vallée de l’Ubaye (et reviennent à l’abbaye de Novalaise), les vallées de la haute Ubaye et de l’Ubayette sont rattachées à l’archevêché de Turin. Le terme évolue ensuite en vallis Muscio (XIIe siècle), vallium Mucii (XIIIe siècle), puis au XIVe siècle, en Vallis Montii, c’est-à-dire le Val-des-Monts, district de la vallée de Barcelonnette qui a existé jusqu’au XVIIIe siècle.
En 571, c’est vraisemblablement sur le plateau de Gleysolles, commune de Meyronnes, que le patrice Mummole, accompagné de Salonius, évêque d'Embrun, et de Sagittaire, évêque de Gap, affronte et vainc les Saxons lors de la bataille de Mustiae-Calme, au lieu-dit les Eychalps (ou Les Chalps, ou bien le Plan de Fazi). L’année suivante, les Saxons envahissent de nouveau le sud-est de la Gaule, et passent encore par le col de Larche. Ils sont cette fois aussi battus par le même Mummole, lors de la bataille d'Estoublon.
La vallée est rattachée au comté de Provence au Bas Moyen Âge. Lors de la partition du comté de Provence au XIIe siècle, la vallée de Barcelonnette relevait du comté de Forcalquier. Elle rejoint l'héritage de Raimond Bérenger IV avec le reste du comté en 1220.
Son chef-lieu, Barcelonnette, est fondé en 1231 par Raimond Bérenger IV de Provence, comte de Provence. Avant cette date, la « capitale » de la vallée était Saint-Pons. En 1388, la vallée se donne, avec le comté de Nice, au duché de Savoie. L’acte de reddition fut signé le 28 septembre 1388 par les bailes de la vallée de l’Ubaye qui s’étaient déplacés à Nice. D’ailleurs, Amédée VII pour aller signer cet acte, passe à Barcelonnette le 12 septembre, avant de franchir la montagne vers Saint-Étienne-de-Tinée sur un itinéraire très proche de l’actuel col de la Bonette.
Sous le terme de « terres neuves de Provence », la vallée de l’Ubaye restera liée pendant près de 350 ans au comté de Nice, déclinant ainsi une longue histoire commune. Une famille de négociants de Barcelonnette, les Spitalieri, donneront ainsi une lignée de notables niçois, à travers plusieurs consuls et un président du Sénat. Ils seront anoblis en 1775 à travers le comté de Cessole dont le nom viendra se rajouter au leur pour donner Spitalieri de Cessole. Un de leurs descendants est le chevalier Victor de Cessole, alpiniste précurseur des Alpes du Sud et rédacteur de nombreux topos sur les montages de l’Ubaye.
La frontière entre la Savoie et la Provence (puis la France) coupe la vallée de l’Ubaye en deux au niveau du Lauzet. À cet endroit, une gorge périlleuse, le pas de la Tour, permet aux seuls piétons et mulets de passer via un sentier à flanc de falaise, « les Tourniquets ».

### Temps modernes
À l'été 1515, François Ier, savoyard par sa mère, emprunte ce qui n’est pas encore le col de Vars, en faisant ouvrir une nouvelle route grâce aux explosifs, puis le col de Larche pour surprendre l'Italie. Il gagne la bataille de Marignan dans sa première année de règne.
En 1614, le Sénat de Nice est créé par le duc Charles-Emmanuel Ier de Savoie. L’autorité de cette juridiction englobe la vallée de Barcelonnette et, chaque été, les Ubayens doivent descendre à Nice pour présenter leurs doléances dans ce bâtiment qui existe toujours dans le vieux Nice.
La vallée de l'Ubaye fut rattachée à la France en 1713 par le traité d'Utrecht grâce au maréchal de Berwick, conscient de son importance stratégique, échangée au duc de Savoie Victor-Amédée II, roi de Sicile, qui deviendra roi de Piémont-Sardaigne en 1720, contre plusieurs territoires piémontais. Elle demande alors son rattachement à la Provence, car elle avait fait partie du comté de Provence plusieurs siècles avant, et pour des raisons économiques (la vallée de l'Ubaye étant commercialement plus tournée vers la Provence que vers le Dauphiné). Sur décision royale, la vallée est donc rattachée à la Provence et non au Dauphiné (comme le souhaitait le parlement dauphinois).
Comme sur tous ses territoires, Louis XIV décide de nommer un commandant militaire pour cette nouvelle vallée de son royaume. Il mutualise alors cette fonction avec celle qui existait déjà sur la frontière mais côté français, celle de « capitaine de la tour de Saint-Vincent » (actuelle commune d’Ubaye-Serre-Ponçon) et crée ainsi le poste de « commandant pour sa Majesté au fort de Saint-Vincent et dans la vallée de Barcelonnette ». Si le premier titulaire de ce poste est le lieutenant-colonel Jacques de Launay, la fonction sera supprimée lors de la Révolution française.
Durant la Révolution, la vallée fut l'une des bases de l'Armée des Alpes.

### Époque contemporaine
François Arnaud indique que « la première charrette, une modeste carriole a été importée d’Italie en 1839 démontée et à dos de mulet ». À partir des années 1830, une première route carrossable est en travaux, désenclavant progressivement la vallée. La liaison entre Seyne et Barcelonnette est terminée en 1848 quand l’armée accepte enfin (pour les besoins de la construction en 1843 du fort de Tournoux) qu’un pont puisse enjamber la falaise du Lauzet. D'abord route départementale 3 que l’empire absorbe en juin 1854 dans la route impériale 100 « de Montpellier à Coni par Digne », elle devient RN 100 avant de se transformer en RD 900 en 1973.
Aux XIXe et XXe siècles, à la suite des frères Arnaud partis de Jausiers, une partie des Ubayens émigrent au Mexique pour y faire fortune. Une petite communauté ubayenne s'établit là-bas, contrôlant une part de l'industrie textile mexicaine. Une partie d'entre eux reviennent, certains, très riches — lesquels se font construire les belles « villas mexicaines ». D'autres restent au Mexique, où on trouve aujourd'hui plus de 50 000 de leurs descendants. Ce mouvement migratoire a été initié en 1805 par Jacques Arnaud, l'un des trois fameux frères Arnaud, de Jausiers, qui partit en Louisiane, et fonda la ville d'Arnaudville. Dès 1821, les trois frères Arnaud s'établirent au Mexique.
Pendant la Seconde Guerre mondiale, l'Ubaye est occupée par les Italiens en 1942, puis par les Allemands en 1943 et 1944 — et même 1945 pour une partie de la Haute-Ubaye.

### Une vallée à vocation militaire

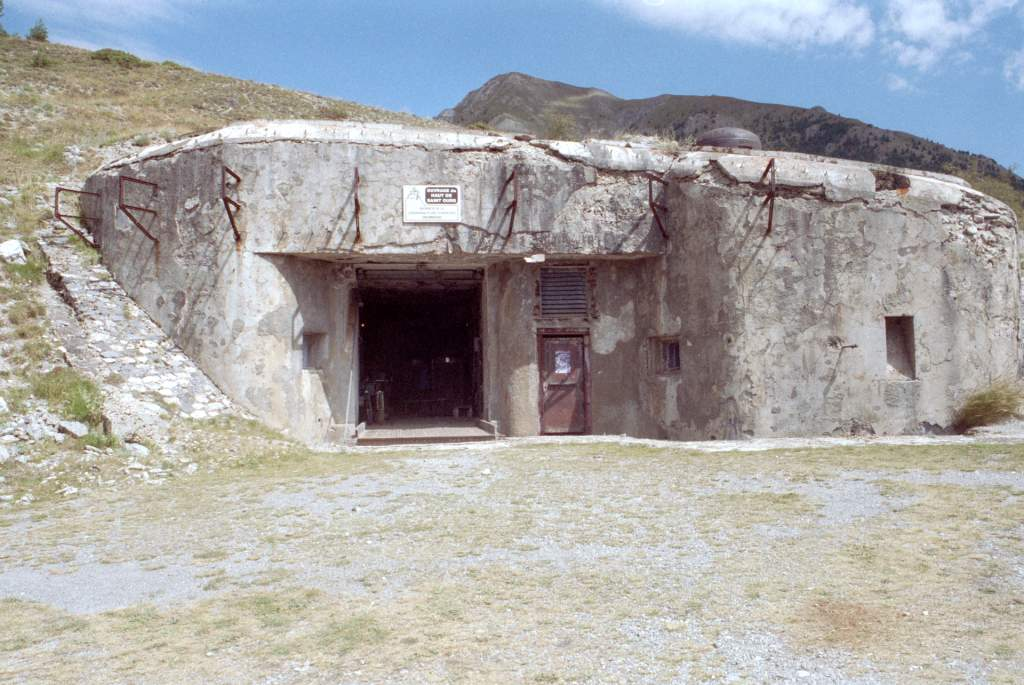
Entrée de l'ouvrage de Saint-Ours Haut.

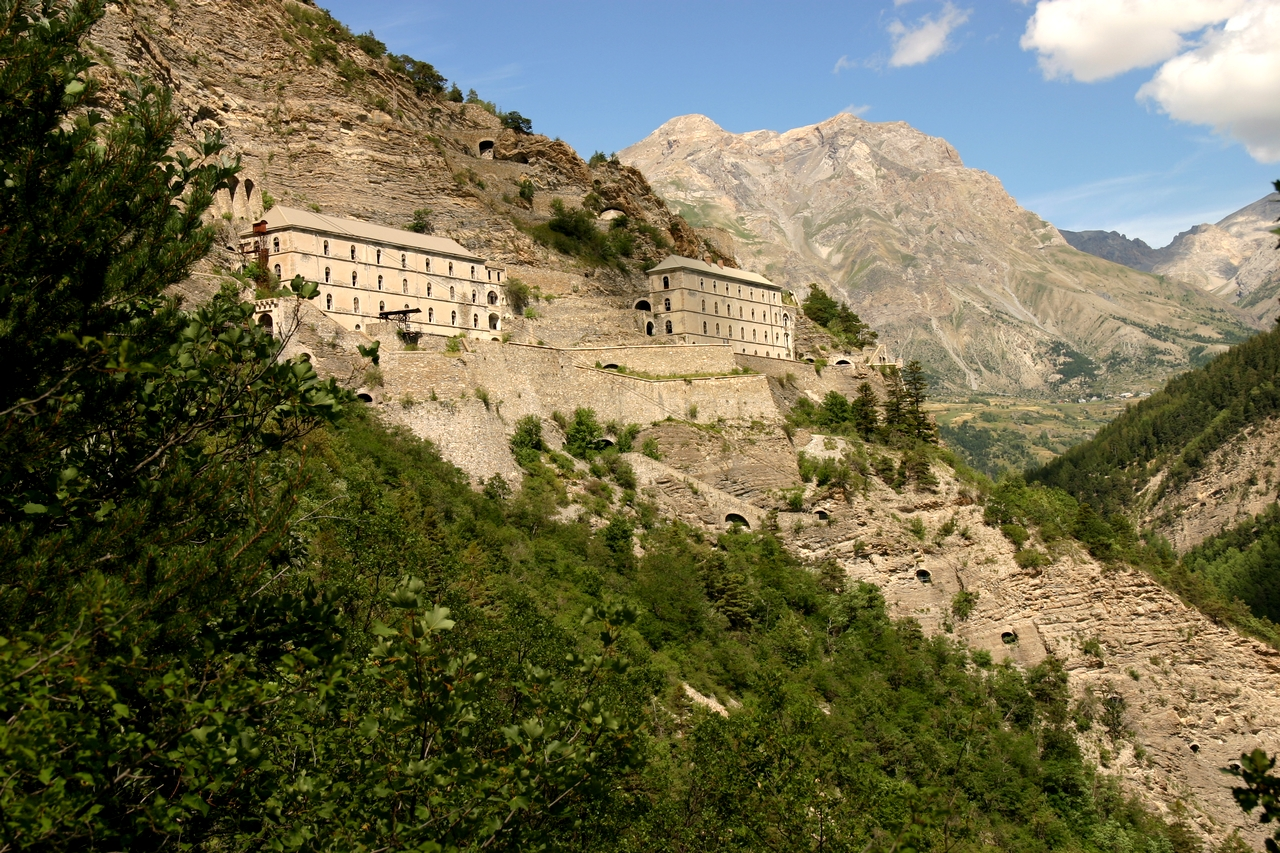
Partie visible du fort de Tournoux.

De la préhistoire au XXIe siècle, la vallée de l'Ubaye a très souvent eu une vocation militaire, plus ou moins prononcée selon les époques. En effet, elle a une position géographique importante : carrefour entre l'Italie à l'est, la Haute-Provence à l'ouest, l'Embrunais et le Queyras au nord, le Verdon et la Tinée au sud. C'est donc une voie de passage, qui est militairement intéressante à posséder. L'altercation entre les Ésubiens et les Romains sous la République est la plus ancienne trace de la position stratégique de la vallée, de même que la théorie du passage des Alpes par Hannibal via le col de Larche. Bien qu'il soit aujourd'hui presque sûr qu'Hannibal n'emprunta pas le col de Larche, ce dernier, grâce à sa relative faible altitude par rapport aux autres cols frontaliers (1 991 mètres, qui le laisse ouvert parfois jusque tard dans l'année en cas d'enneigement faible), en fait un point de passage privilégié pour une armée voulant se rendre en Italie (ou en France par le chemin inverse) et désireuse d'éviter le chemin de la côte niçoise, ou alors les cols plus célèbres des Alpes du Nord. C'est comme cela que François Ier put surprendre ses ennemis en 1515.
Les raids réguliers des cousins savoyards, notamment ceux de 1690 et 1692 (lors duquel Gap est incendié), poussent Louis XIV à sécuriser la frontière. Dès 1692, Vauban fait construire des défenses : Mont-Dauphin, Saint-Vincent, Seyne, Colmars, Entrevaux, ainsi que six redoutes dans la haute-vallée de l’Ubaye, dont il ne reste au début du XIXe siècle que la redoute dite de Berwick sur la route du col de Vars, une petite forteresse réutilisée aux XIXe et XXe siècles comme dépôt de munitions.
En 1713 durant la guerre de succession d’Espagne, la vallée est rattachée au royaume de France, à la demande du duc de Berwick qui plaide auprès du roi l’intérêt de conserver cette position stratégique. Le traité d’Utrecht valide cette évolution de la frontière qui recule du Lauzet vers l’actuel col de Larche.
Sous la Révolution, jusqu'à 10 000 hommes de l'Armée des Alpes furent stationnés dans la vallée, pour verrouiller le col de Larche et les armées austro-piémontaises. Cette vocation militaire s'évanouit lors du Premier Empire, Napoléon ayant rattaché le Piémont à la France. Mais elle joua de nouveau son rôle lors des Cents Jours qui précédèrent la défaite napoléonienne.
C'est dans les années 1830, sous l'impulsion du général Haxo, que la fortification en masse de la vallée de l'Ubaye fut entreprise, avec la construction du fort de Tournoux, le « Versailles militaire du XIXe siècle ». Après la mort d'Haxo, Séré de Rivières fut son continuateur. Achèvement de Tournoux avec la construction de la batterie de Caurres, la batterie du vallon de Claous, la batterie de Cuguret, la batterie de Roche-la-Croix haute et basse, la batterie de Mallemort, la batterie de Viraysse et son casernement, le fortin de Pelousette, la position de Roir'Alp, le fortin Las Planas à la Tête de Vinaigre, le fortin du mont des Fourches et son casernement, caserne Breissand de Jausiers, casernement de Restefond, observatoire militaire de Cuguret, la redoute de Chaudon, la batterie du Col-Bas et la caserne Courtigis à Saint-Vincent, les forts autres ouvrages de moindre importance tels les postes de la Duyères : à la fin du XIXe siècle, la vallée n'a que peu à craindre d'une invasion italienne.
Dans les années 1930, un siècle après Haxo, un autre programme de fortifications marqua la vallée : celui lancé sous le ministre André Maginot. 
Les forts Séré de Rivières étant devenus vulnérables du fait des progrès de l'artillerie, des forteresses en béton armé, souvent enterrées, furent construites. Ce fut le puissant ouvrage de Roche-la-Croix, un « sous-marin terrestre », verrou du vallon de Larche, avec les autres ouvrages de Saint-Ours Haut et de Saint-Ours Bas. Puis le plus haut ouvrage de la ligne Maginot, l'ouvrage de Restefond, l'abri du Col-de-Restefond, l'observatoire de Serre-la-Plate, l'ouvrage de Plate-Lombarde, l'ouvrage du Col-de-la-Moutière et l'ouvrage des Granges-Communes. Plus quelques petits ouvrages annexes, comme les points d'appui des Sagnes, de Larche, de Serenne... Ces efforts portèrent leurs fruits. En 1940, grâce à la ligne Maginot des Alpes, de la frontière suisse à Nice en passant par l'Ubaye, 100 000 chasseurs alpins français résistèrent victorieusement à l'assaut de 600 000 soldats italiens. Seuls quelques territoires mineurs avaient été perdus, et le carrefour ubayen était toujours français. En 1939 s'installa aussi dans la vallée le 11e bataillon de chasseurs alpins (11e BCA), qui malgré la débâcle de 40 s'illustra brillamment dans le nord de la France.
Malheureusement, malgré la victoire française dans les Alpes, l'Italie en 1942 et l'Allemagne en 1943/1945 occupèrent l'Ubaye et surtout ses forts. En 1945, des combats eurent lieu entre les Français ayant repris Tournoux, face aux Allemands retranchés dans le « sous-marin » de Roche-la-Croix. Une fois de plus, la Haute-Ubaye avait connu les combats.
Après la guerre, le 11e BCA remplaça le 15e BCA et s'installa en 1948 dans la vallée (hormis pendant la parenthèse de la guerre d'Algérie) et les forts furent démilitarisés, abandonnés.
Aujourd'hui, certains forts, comme celui de Tournoux, se visitent. D'autres, comme celui de Cuguret ou la redoute de Berwick, appartiennent à des particuliers. Le 11e BCA a été dissous et la caserne de Jausiers abandonnée. Mais cependant, même si la « grande époque » de « l'Ubaye militaire » entre 1830 et 1945 est finie. Le CIECM, successeur du 11e BCA, est dissous en 2008. La présence militaire en Ubaye s'achève.

## Administration
La Vallée fait partie de l'arrondissement de Barcelonnette, et comptait, jusqu'en mars 2015, deux cantons : celui de Barcelonnette et celui du Lauzet-Ubaye. Il ne subsiste aujourd'hui plus que le canton de Barcelonnette.

## Démographie
Lors de son annexion par la France en 1713 (traité d'Utrecht), la vallée de l'Ubaye comptait environ 18 000 habitants. Après divers recensements et estimations, on a eu :
- 1763 : 16 605 habitants
- 1783 : 16 425 habitants
- 1878 : 13 603 habitants
- 1896 : 13 200 habitants
- 1926 : 9 521 habitants
- 1931 : 9 271 habitants
- 2006 : 7 569 habitants

## Économie

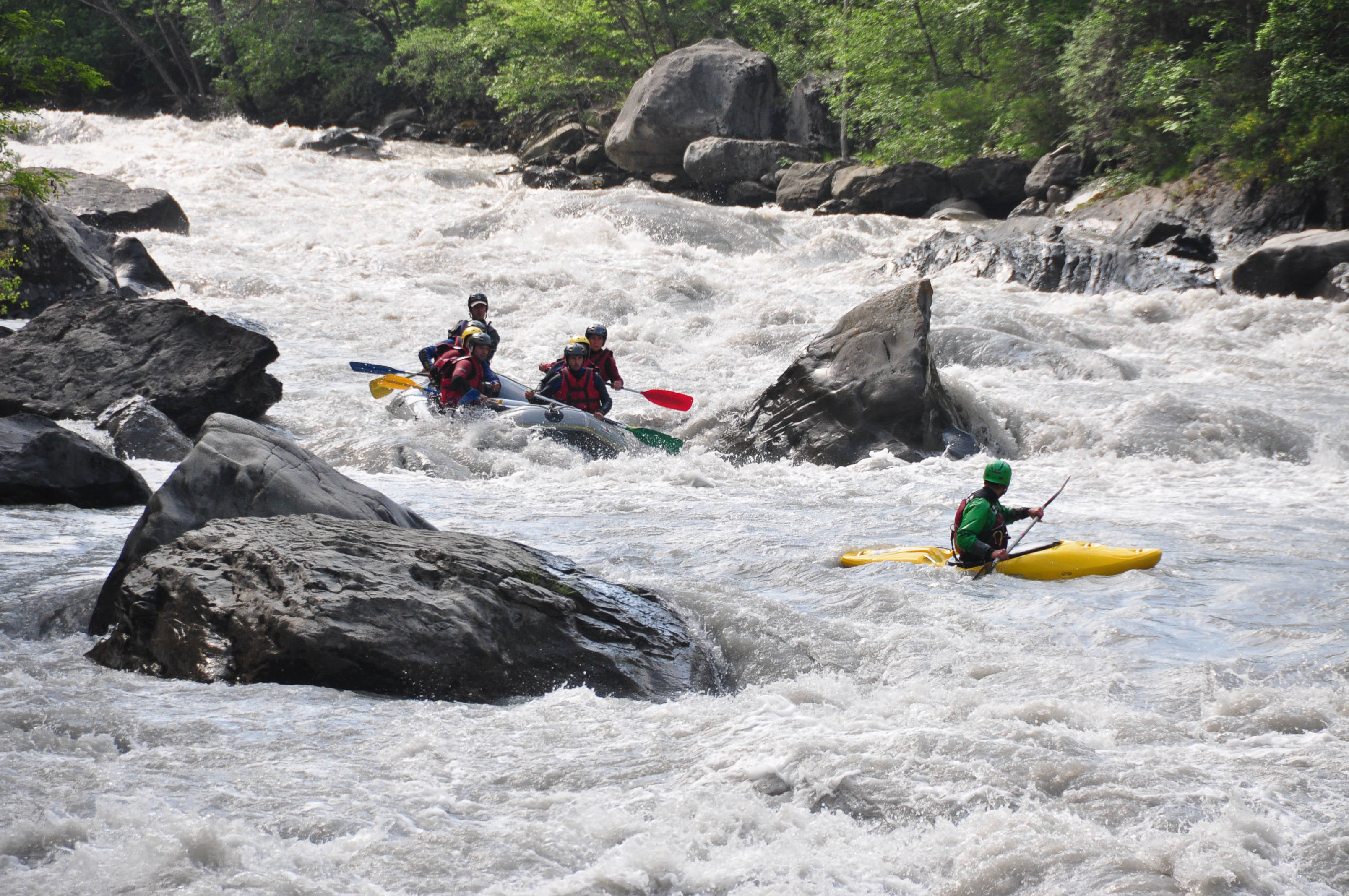
Descente de l'Ubaye en rafting, kayaking et canyonning.

Avant le XXe siècle, la principale source de revenu de la vallée étant le secteur textile, en particulier la laine et la soie. Des colporteurs allaient vendre les produits ubayens dans toute la Provence, et parfois même dans toute l'Europe occidentale pour les plus intrépides. L'agriculture était essentiellement de subsistance.
Depuis la construction du barrage de Serre-Ponçon dans les années 1950, et des stations de ski telles Pra Loup, Le Sauze ou Sainte-Anne de la Condamine, l'Ubaye vit surtout du tourisme. Ce n'est cependant pas un tourisme aussi important que dans d'autres régions des Alpes, ce qui a permis de préserver le côté sauvage et traditionnel de beaucoup d'endroits de la vallée. L'élevage du mouton et la vente de produits du terroir (fromages, charcuteries, confitures, liqueurs, pâtisseries typiques, etc.) sont d’autres sources de revenus de la vallée de l'Ubaye. La vallée est aussi appréciée par des amateurs de sports d'eaux vives, de vol à voile, de randonnées et d'alpinisme.

## Gastronomie
La vallée étant au confluent entre la Provence, le Dauphiné et l'Italie, la cuisine locale marie les influences alpines, méditerranéennes et italiennes.
Quelques spécialités locales : la liqueur de génépi, la jausiereine, la tomme de l'Ubaye, le foundré, le pastroun, la cachaille, le fumeton, le miel de Provence, ainsi que les pâtes (ravioles de Fours, Taillerins, longettes, Crouzets,…).

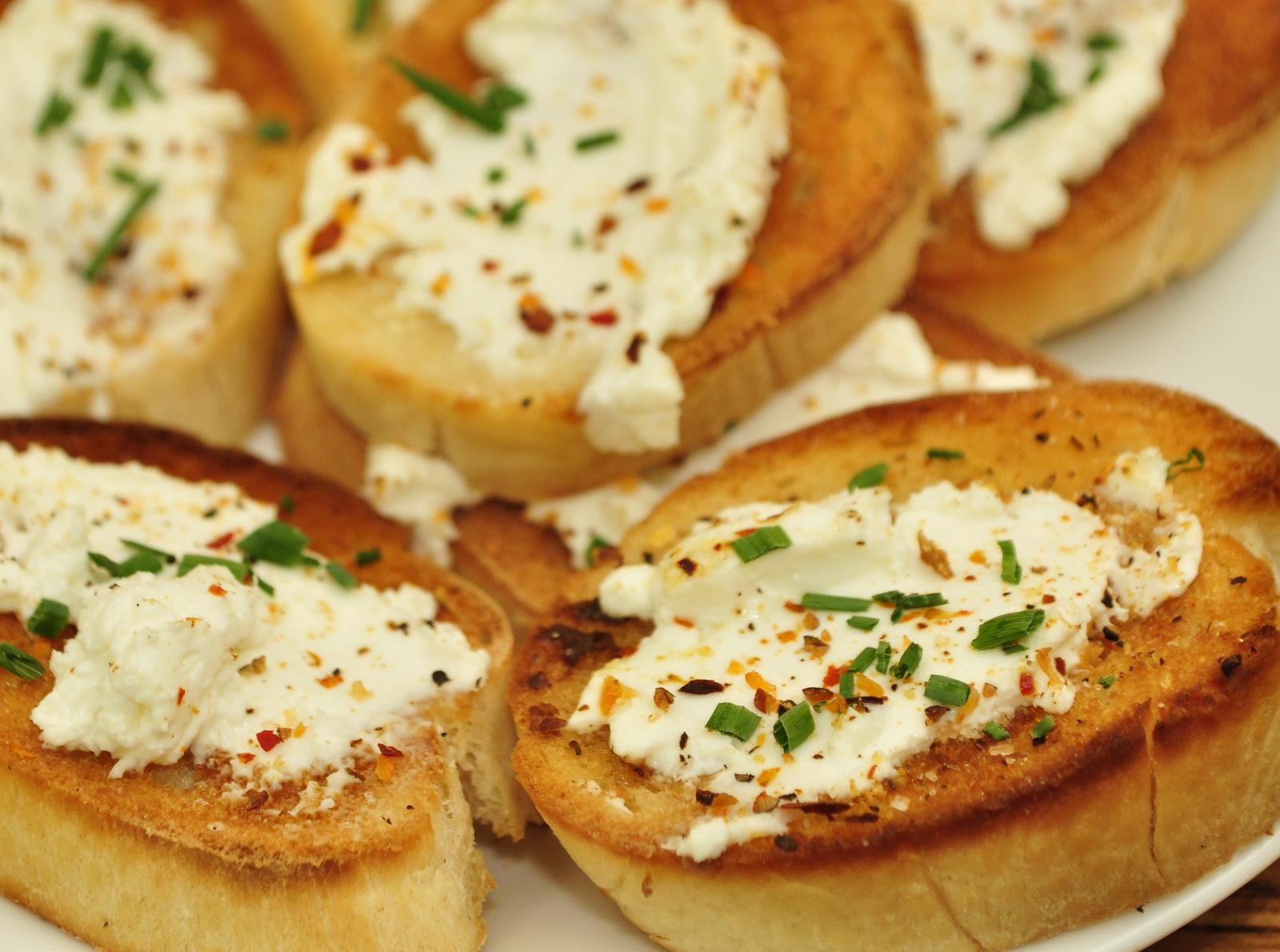
Tartines de cachaille fraîche.

## Lieux et monuments

### Sites naturels
- Les lacs (énumérés au début de l'article)
- Les massifs : 
  - le massif de Chambeyron : l'aiguille de Chambeyron (3 412 m), le Brec de Chambeyron (3 389 m), etc.
  - le massif du Parpaillon : le Grand Bérard
- Autres sommets emblématiques de la vallée : la Grande Séolane, la Tête de Siguret, le Chapeau de Gendarme, le Pain de Sucre, etc.
- Le Mercantour

### Monuments

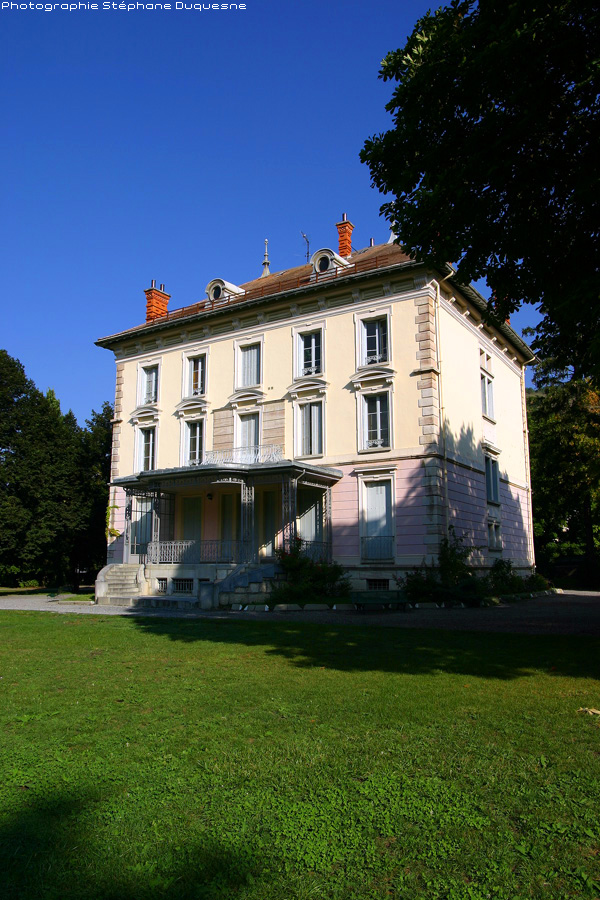
Villa Sapinière, Maison du Parc national du Mercantour et musée de la vallée.

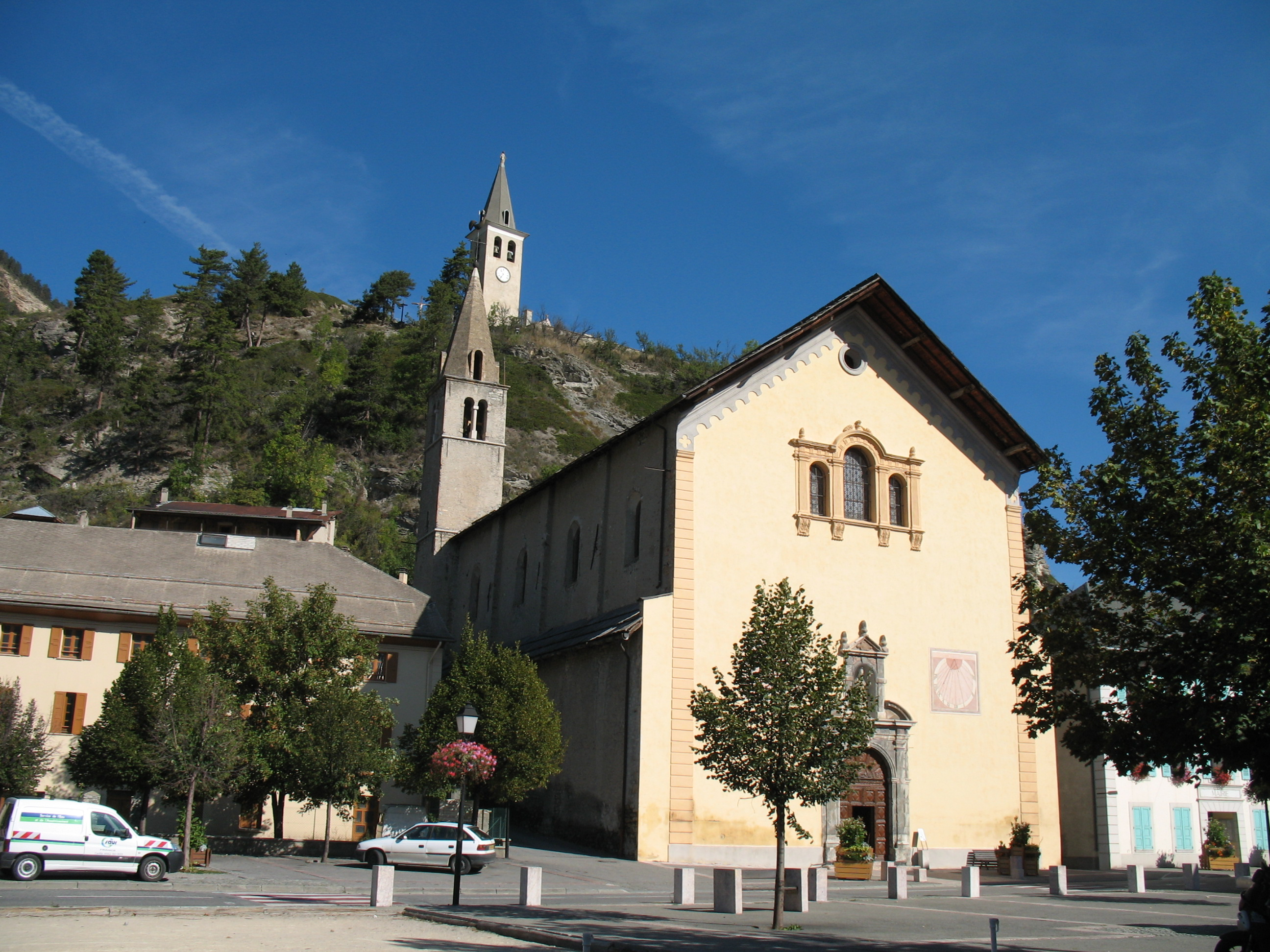
Église de Jausiers.

La vallée de l'Ubaye compte de nombreux monuments, dont les plus remarquables sont :
- la tour Cardinalis (Barcelonnette) ;
- le musée de la Vallée (Barcelonnette) ;
- les villas mexicaines de la vallée de l'Ubaye (Barcelonnette et Jausiers) ;
- l'église de Faucon-de-Barcelonnette ;
- l'église Saint Nicolas de Myre (Jausiers) ;
- le château des Magnans (Jausiers) ;
- le moulin d'Abriès (Jausiers) ;
- le fort de Cuguret (Jausiers) ;
- le fort de Tournoux (La Condamine-Châtelard) ;
- le fort de Roche la Croix (Meyronnes) ;
- le pont du Chatelet (Saint-Paul-sur-Ubaye).

### Personnalités
- Pierre Jacques Dherbez-Latour, né en 1735 à Barcelonnette, député à l'Assemblée Législative en 1791 puis à la Convention nationale en 1792
- Honoré Bovis, né en 1748 à Meyronnes, député au Conseil des Cinq-Cents en 1795
- Paul Reynaud, homme politique, avant-dernier Président du Conseil de la Troisième République, né à Barcelonnette en 1878
- Les Frères Arnaud, nés à Jausiers
- L'Abbé Pierre, natif de Lyon mais dont la famille paternelle est originaire de la vallée
- Honoré Bonnet, entraîneur de ski alpin, né à Barcelonnette
- Jacques Manuel, né à Barcelonnette député sous la Restauration
- François Arnaud, alpiniste et homme politique français né en 1843 à Barcelonnette
- Carole Merle, skieuse, née au Sauze
- Saint Jean de Matha, né à Faucon-de-Barcelonnette vers 1160, fondateur de l'ordre des Trinitaires
- François de Meyronnes, philosophe et théologien né à Meyronnes vers 1285
- André Honnorat, homme politique, parlementaire et ministre sous la Troisième République
- Germaine Waton de Ferry (1885-1956), poétesse, fondatrice en 1934 de "L'Escola de la Valèia" à Barcelonnette, membre du Félibrige.
- Wadeck Gorak, skieur, 5e mondial au Freeride World Tour 2018-2019.
- Philippe Blatter, ancien militaire, fondateur de la voie de l'Inconscient, habite à Jausiers.
- Christine Rossi, championne olympique 1988 de ski ballet.